# Abdulaziz al-Bishi
Abdulaziz Ali al-Bishi (arabisch عبد العزيز البيشي, DMG ʿAbd al-ʿAzīz al-Bīšī; * 11. März 1994 in Dschāzān) ist ein saudi-arabischer Fußballspieler.

## Karriere

### Verein
Er begann seine Laufbahn bei al-Shabab, wo er zur Saison 2013/14 von der U23 fest in die erste Mannschaft wechselte. Mitte September 2017 wurde er an al-Taawoun verliehen, wo er den Rest der laufenden Saison verbrachte. Nach seiner Rückkehr zog er weiter zu al-Faisaly. Dort blieb er kein halbes Jahr und steht seit Ende Januar 2019 im Kader von al-Ittihad. Am Ende der Saison 2022/23 feierte er mit dem Verein die saudi-arabische Meisterschaft.

### Nationalmannschaft
Seinen ersten Einsatz für die A-Nationalmannschaft hatte er am 12. Oktober 2018 bei einer 0:2-Freundschaftsspielniederlage gegen Brasilien. Hier stand er in der Startelf und wurde in der 80. Minute für Yahia al-Shehri ausgewechselt. Nach einem weiteren Freundschaftsspiel kam er bei der Asienmeisterschaft 2019 in drei Spielen zu Einsatzzeit.
Nach dem Turnier hatte er im selben Jahr weitere Einsätze während der Qualifikation für die Weltmeisterschaft 2022, sein bislang letzter Einsatz war am 19. November 2019.

## Erfolge
Ittihad FC
- Saudi-arabischer Meister: 2022/23